# Кресфонт
Кресфонт (др.-греч. Κρεσφόντης) — легендарный царь Мессении, первый её правитель из рода Гераклидов, правивший в XI веке до н. э.

## Биография
Кресфонт принадлежал к роду Гераклидов и был праправнуком Геракла. Его отец Аристомах возглавлял дорийцев в их походе в Пелопоннес и погиб в бою. Братьями Кресфонта были Темен и Аристодем.
Народ мессенцев согласился быть под управлением дорийцев и уступил им часть земли. После дорийского завоевания Пелопоннеса, Кресфонту по жребию досталась Мессения, на алтаре он нашел вещий знак — лисицу. Согласно историку Эфору, он разделил Мессению на пять областей, а Стениклар, расположенный в центре всей страны, сделал своей столицей. В остальные полисы — Пилос, Рион, Месолу и Гиамитис — Кресфонт послал царей, уравняв всех мессенцев в правах с дорийцами. Но так как эти меры вызвали недовольство завоевателей, то Кресфонт вскоре отменил своё решение, объявив городом только один Стениклар и собрал туда всех дорийцев.
Кресфонт был женат на Меропе, дочери царя Кипсела, который тогда правил в Аркадии, и от которой он имел нескольких детей; самым младшим из них был Эпит. В целом правление Кресфонта отвечало интересам простого народа. Этим он настроил против себя многих богатых и влиятельных людей, которые решили поднять восстание, чтобы не делить свои привилегии с народом. Недолгое время царствовал и был убит вместе с двумя сыновьями Полифонтом. Либо был убит местными жителями, составившими заговор, те затем убили его двух сыновей, выпросив их у Кипсела. В живых остался только Эпит, который основал знаменитую династию Эпитидов.
Еврипид рассказал о мести за царя в трагедии «Кресфонт».